# Кларендон (Арканзас)
Кларендон (англ. Clarendon) — город, расположенный в округе Монро (штат Арканзас, США) с населением в 1965 человек по статистическим данным переписи 2000 года.
Является административным центром округа Монро.

## История
Изначально территория будущего города была заселена различными индейскими племенами. В 1799 году в устье реки Кэш-Ривер французскими охотниками за пушниной были построены несколько временных острогов, которые в дальнейшем стали перевалочной базой по пересекающей реку Уайт-Ривер Военной дороге из Мемфиса (штат Теннесси) в Литл-Рок (штат Арканзас). Строительство Военной дороги было начато в 1826 и завершено к 1828 году, к этому времени посёлок уже имел собственное почтовое отделение. В Кларендоне также функционировали паромная переправа и вокзал, являвшийся конечной остановкой для следовавших с запада дилижансов. Впоследствии дорога стала печально известна как «Тропа слёз», по которой происходило принудительное переселение плёмен коренных американцев чикасо, чокто, криков и чероки. В 1883 году через Уайт-Ривер был построен железнодорожный мост; паром через реку действовал вплоть до 1931 года, после чего был заменён автомобильным мостом.
Кларендон получил официальный статус города в 1859 году. Пять лет спустя, в 1864 году город был сожжён дотла союзническими силами в отместку за инцидент с канонеркой «USS Queen City», которая была потоплена войсками конфедератов под командованием бригадного генерала Джозефа О. Шелби. В 1884 году Кларендон потерял статус города и вновь получил его только в 1898 году.
Экономическое развитие города в начале 1990-х годов строилось главным образом вокруг дереводобывающей и лесообрабатывающей отраслей промышленности. Кларендон в больших количествах производил разного рода пиломатериалы, бочки, шесты, вёсла, а также был известен, как место добычи жемчуга из пресноводных двустворок. Местная компания «The Moss Brothers Bat Company» долгое время входила в число основных поставщиков бейсбольных бит для американских команд Главной лиги бейсбола США.
Город сильно пострадал от Великого наводнения на Миссисипи 1927 года. Большинство зданий в Кларендоне были затоплены до уровня второго этажа, а после прорыва дамбы значительное число строений было разрушено катастрофическим водным валом. На полное восстановление инфраструктуры города и его очистки от мусора потребовалось несколько лет.

## География
По данным Бюро переписи населения США Кларендон имеет общую площадь в 4,92 квадратных километров, из которых 4,66 кв. километров занимает земля и 0,26 кв. километров — вода. Площадь водных ресурсов составляет 5,28 % от всей площади города.
Город Кларендон расположен на высоте 53 метра над уровнем моря.

## Демография
По данным переписи населения 2000 года в Кларендоне проживало 1965 человек, 520 семей, насчитывалось 814 домашних хозяйств и 925 жилых домов. Средняя плотность населения составляла около 392 человек на один квадратный километр. Расовый состав Кларендона по данным переписи распределился следующим образом: 68,47 % белых, 30,20 % — чёрных или афроамериканцев, 0,46 % — коренных американцев, 0,05 % — азиатов, 0,82 % — представителей смешанных рас.
Испаноговорящие составили 2,35 % от всех жителей города.
Из 814 домашних хозяйств в 26,9 % — воспитывали детей в возрасте до 18 лет, 43,5 % представляли собой совместно проживающие супружеские пары, в 16,2 % семей женщины проживали без мужей, 36,1 % не имели семей. 33,0 % от общего числа семей на момент переписи жили самостоятельно, при этом 16,7 % составили одинокие пожилые люди в возрасте 65 лет и старше. Средний размер домашнего хозяйства составил 2,38 человек, а средний размер семьи — 3,02 человек.
Население города по возрастному диапазону по данным переписи 2000 года распределилось следующим образом: 26,3 % — жители младше 18 лет, 8,1 % — между 18 и 24 годами, 24,1 % — от 25 до 44 лет, 25,5 % — от 45 до 64 лет и 16,1 % — в возрасте 65 лет и старше. Средний возраст жителей составил 38 лет. На каждые 100 женщин в Кларендоне приходилось 91,8 мужчин, при этом на каждые сто женщин 18 лет и старше приходилось 86,0 мужчин также старше 18 лет.
Средний доход на одно домашнее хозяйство в городе составил 22 927 долларов США, а средний доход на одну семью — 30 250 долларов. При этом мужчины имели средний доход в 25 972 доллара США в год против 18 125 долларов среднегодового дохода у женщин. Доход на душу населения в городе составил 11 902 доллара в год. 20,8 % от всего числа семей в населённом пункте и 28,9 % от всей численности населения находилось на момент переписи населения за чертой бедности, при этом 44,4 % из них были моложе 18 лет и 26,5 % — в возрасте 65 лет и старше.